# Alexandr Berkman
Alexandr Berkman (rusky Александр Беркман, 21. listopadu 1870, Vilnius, Ruské impérium – 28. června 1936, Nice, Francie) byl anarchista židovského původu známý pro svůj politický aktivismus a psaní. Byl předním členem anarchistického hnutí na počátku 20. století.

## Život
Berkman se narodil ve Vilniusu v Ruském impériu a emigroval do USA v roce 1888. Žil v New York City, kde se zapojil do anarchistického hnutí. Byl také milenec a celoživotní přítel anarchistky Emmy Goldman.
V roce 1892 se Berkman pokusil zavraždit Henry Clay Fricka jako akt propagandy činem. Přestože Frick přežil, Berkman strávil 14 let ve vězení. Jeho zkušenosti ve vězení se staly základem pro jeho první knihu, Prison Memoirs of an Anarchist (Vězeňské vzpomínky anarchisty).
Po svém propuštění z vězení Berkman pracoval jako editor anarchistického časopisu vydávané Goldmanovou, Mother Earth (Matka Země), a založil si svůj vlastní časopis, The Blast (Výbuch).
V roce 1917 byli Berkman a Goldmanová odsouzeni ke 2 letům vězení za spiknutí proti branné povinnosti. Po jejich propuštění z vězení byli se stovkami dalších deportováni do Ruska. Zpočátku byl nakloněn podpoře ruské bolševické revoluce, později však vyjádřil svůj nesouhlas sovětskému používání násilí a represí nezávislých hlasů. V roce 1925 vydává knihu o svých zkušenostech, The Bolshevik Myth (Bolševický mýtus).
Po přesunu do Francie Berkman pokračuje ve své práci ve prospěch anarchistického hnutí, vydává knihu vykládající anarchistické principy, Now and After: The ABC of Communist Anarchism (Nyní a poté: ABC komunistického anarchismu). Trpící nemocemi a bídou Berkman páchá sebevraždu v roce 1936.

## Biografie

### Raná léta
Berkman se narodil jako Ovsej Osipovič Berkman v Litvě ve městě Vilnius (v té době část Ruského impéria). Narodil se jako nejmladší ze čtyř dětí v majetné židovské rodiny. Berkman vyrostl v Petrohradu, kde přijal ruštější jméno Alexander; mezi svými přáteli byl znám jako Saša.

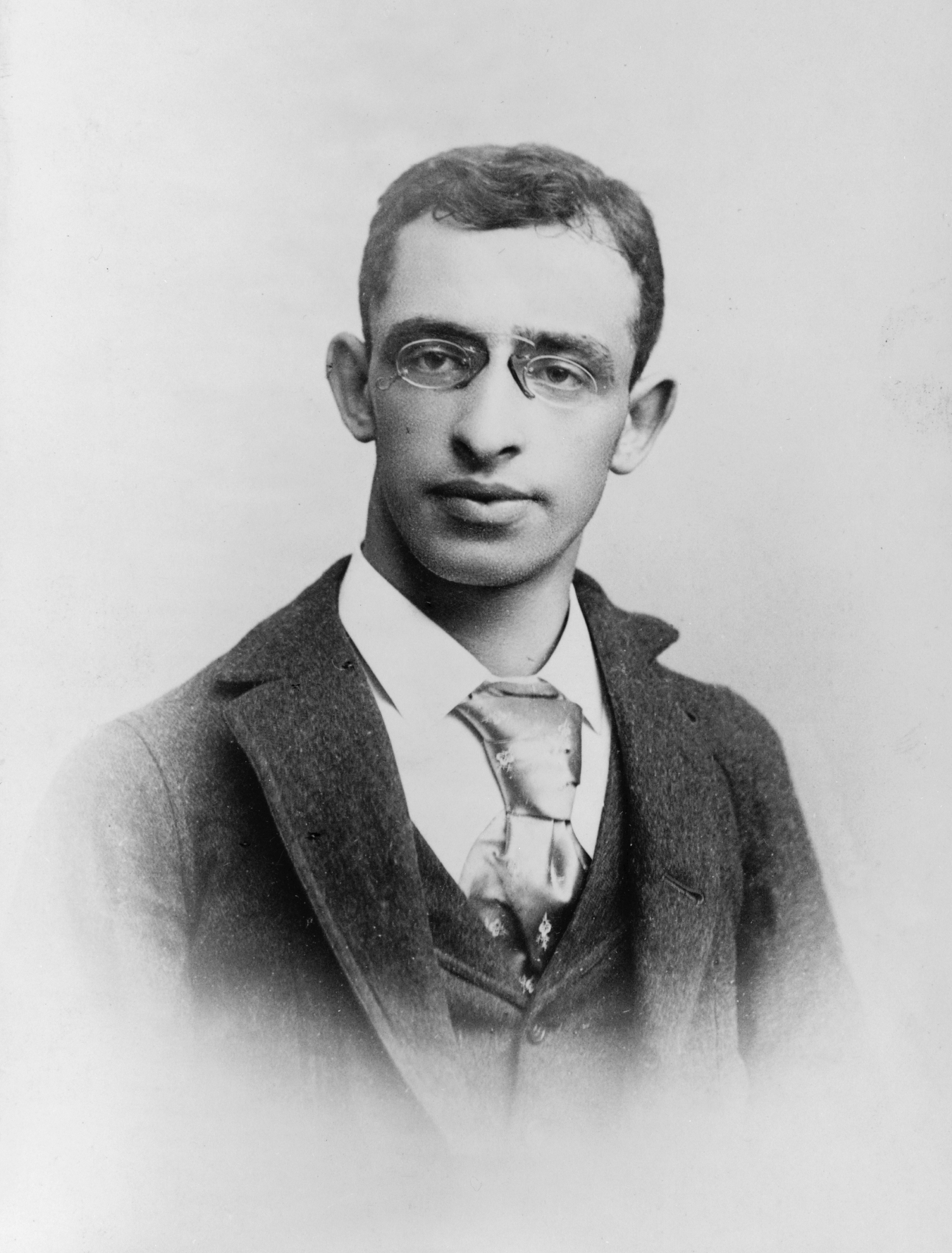
Alexander Berkman, 1892

Berkmanova rodina žila pohodlný život se sluhy a letním domem. Berkman studoval na gymnáziu, kde obdržel klasické vzdělání. Jako mladík byl ovlivněn rostoucím radikalismem, který se šířil mezi dělníky v hlavním městě. V roce 1881 bylo Berkmanovo vyučování přerušeno, když výbuch, který zabil Cara Alexandra II., otřásl budovou. Doma toho večera, zatímco jeho rodiče potichu mluvili, se Berkman dozvěděl více o atentátu od svého "Strýce Maxima", národnika Marka Natansona:
Otec se podíval na matku hrozně vyčítavě, a Maxim byl neobvykle tichý, ale jeho tvář vypadala oslnivě, jako zvláštní záblesk v jeho oku. V noci, osamotě se mnou v ložnici se hnal k mé posteli, klekl si k mé straně, a objal mě kolem ramenem a líbal mě, a plakal, a líbal mě. Jeho divokost mě děsila. "Co je, Maximotchka?" Dýchal jsem měkce. Běhal sem a tam po pokoji, líbal mě a huhlal, "Sláva, sláva! Vítězství!"

Mezi vzlykáním mě vážně ujistil o mlčenlivosti, on šeptal tajemně, úžasně inspirující slova: Vůle Lidu!—Tyran odstraněn—Svobodné Rusko.
Když bylo Berkmanovi 15 let, zemřel mu otec, jeho matka zemřela příští rok. V únoru 1888 Berkman odešel do USA.

### New York
Krátce po svém příjezdu do New Yorku se Berkman stal anarchistou a zapojil se do skupin, které realizovaly kampaň k osvobození mužů odsouzených za Haymarketský masakr (1886). Záhy se stal pod vlivem Johanna Mosta jedním z nejznámějších anarchistů ve Spojených státech a zastáncem propagandy činem, tzn. atentátů či násilí uskutečněných k povzbuzení mas ke vzpouře. Berkman se stal sazečem pro Mostovy noviny Die Freiheit (Svoboda).
V New Yorku se Berkman setkal s Emmou Goldman, jinou ruskou imigrantkou a začal s ní mít milostný vztah.